# 台北市立内湖高級中学
台北市立内湖高級中学（ないこ/ネイフーこうきゅうちゅうがく、 ピンイン：Nèihú、注音: ----、Nei Hu High School）は、台湾台北市にある全日制高校。

## 沿革
| 年     | 月日   | 事跡                           |
| ------ | ------ | ------------------------------ |
| 1988年 | 8月1日 | 台北市立内湖高級中学として開校 |

## 組織
- 普通科

## 歴代校長
- 林輝 1988/08/01-1996/07/31
- 葉文堂 1996/08/01-2001/07/31
- 林信耀 2001/08/01-2007/02/11
- （代理）呉正東 2007/02/12-2007/07/31
- 呉正東 2007/08/01-2015/07/31
- 周寤竹 2015/08/01-

## 校歌
詞：林輝
曲：鄭麗芳
巍峨校舍、雄據翠山、環抱碧水；
內中學子悟性高、氣質非凡。
親愛精誠、勤學勵行、崇尚民主、科學、倫常；
開闊胸襟、高超志節、允文允武、熱愛國家。
是個堂堂正正的好青年 好青年。